# 4444 Ешер
4444 Ешер (4444 Escher) — астероїд головного поясу, відкритий 16 вересня 1985 року.
Тіссеранів параметр щодо Юпітера — 3,553.